# John Kanyi
John Kanyi (6 settembre 1980) è un ex mezzofondista keniota.

## Biografia
Ha partecipato a due edizioni consecutive delle Universiadi, entrambe nei 10000 m piani; nel 2001 ha vinto la medaglia d'oro su tale distanza.

## Palmarès
| Anno | Manifestazione | Sede             | Evento        | Risultato | Prestazione | Note |
| ---- | -------------- | ---------------- | ------------- | --------- | ----------- | ---- |
| 1999 | Universiadi    | Palma di Maiorca | 10000 m piani | dnf       | dnf         |      |
| 2001 | Universiadi    | Pechino          | 10000 m piani | Oro       | 28'27"42    |      |

## Altre competizioni internazionali
1999
- Oro alla Mezza maratona di Tokyo ( Tokyo) - 1h00'49"